# Mata de São Braz

Localização de Mata de São Braz (em vermelho) em Tenente Ananias.

Mata de São Braz é um distrito de Tenente Ananias, município brasileiro do estado do Rio Grande do Norte. Foi criado pela lei estadual nº 2 821, de 10 de março de 1963. Está distante nove quilômetros do centro de Tenente Ananias, a uma altitude de 285 metros em relação ao nível do mar. Limita-se a norte com Marcelino Vieira, a sul e a oeste com o distrito-sede (Tenente Ananias) e a leste com Alexandria.

## Demografia

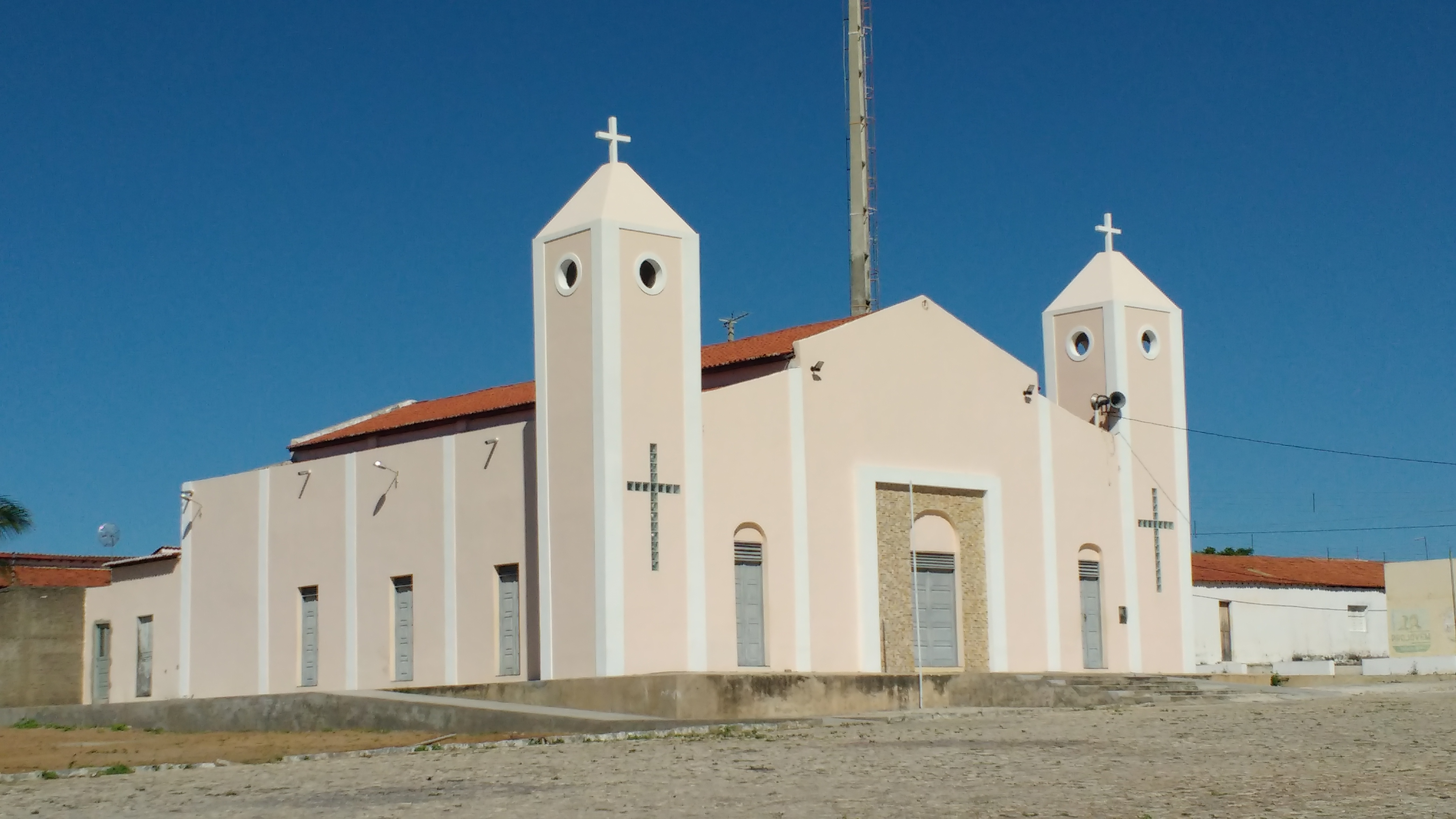
Capela de São João Batista, padroeiro da Vila Mata

Conforme dados do censo demográfico de 2010, realizado pelo Instituto Brasileiro de Geografia e Estatística (IBGE), a população total do distrito era de 1 440 habitantes, equivalente a 14,6% da população municipal. Desse total, 749 habitantes do sexo masculino (52,01%) e 691 do sexo feminino (47,99%), com uma razão de sexo de 108,39. Ao mesmo tempo, 763 habitantes viviam na zona urbana (52,99%) e 677 na zona rural (47,01%). Ainda segundo o mesmo censo, 741 habitantes eram pardos (51,46%), 657 brancos (45,63%), 35 pretos (2,43%) e sete amarelos (0,49%).

## Infraestrutura
Mata de São Braz possuía, em 2010, 386 domicílios, sendo 199 na zona urbana (51,55%) e 187 na zona rural (48,45%). Desse total, 277 eram próprios e quitados (71,76%), 71 cedidos (18,39%), 38 alugados (9,84%).
Em relação ao abastecimento de água, 318 domicílios (82,38%) eram abastecidos pela rede geral, 42 (3,69%) através de algum curso d'água, dez (2,59%) a partir da água de chuva, dois (0,52%) por poços e quatorze (3,63%) de outra(s) forma(s). Quanto ao fornecimento de energia elétrica, 381 domicílios (98,7%) tinham eletricidade e, em relação ao destino do lixo, este era coletado eram 272 domicílios (70,47%), dos quais 207 (53,63%) pelo serviço de limpeza e um através de caçamba (16,84%).
Ainda em 2010, a taxa de alfabetização da população distrital com idade igual ou superior a dez anos era de 69,4% (78% para as mulheres e 61,5% para o homens). O serviço postal local é atendido por uma agência da Empresa Brasileira de Correios e Telégrafos (Correios). O distrito é ainda é cortado pela rodovia RN-117, que faz a ligação do distrito com a sede municipal e outras localidades.